# 長興里 (堡里)
長興里，是台灣南部自明鄭時期至清治時期的一個行政區劃，其範圍約為今台南市的永康區南部偏東及仁德區北部。
長興里為1664年（南明永曆十八年）明鄭時期始設的四坊二十四里之一，其西邊及西北邊為永康里，東北邊為廣儲里，東邊為保大里，南邊為仁德里。
長興里後來分拆為長興上里、長興下里。